# Phalaenopsis floresensis
Phalaenopsis floresensis (возможное русское название Фаленопсис флорезенсис) — эпифитное трявянистое растение семейства Орхидные (Orchidaceae).
Вид не имеет устоявшегося русского названия. Дословный перевод английского названия The Flores Island Phalaenopsis — фаленопсис с острова Флорес. В русскоязычных источниках используется научное название Phalaenopsis floresensis.

## Биологическое описание
Относительно мелкий моноподиальный эпифит.
Стебель укороченный, скрыт основаниями 5—7 листьев.
Корни мясистые. Листья эллиптической формы, 8—14 см в длину, 3—6 см в ширину.
Цветки 3,75 см в диаметре, округлой формы, кремово-жёлтого цвета. На нижних сепалиях слобовыраженные полоски.
От Phalaenopsis amboinensis и Phalaenopsis javanica отличается деталями строения цветка.

## Ареал, экологические особенности
Остров Флорес в Индонезии
Растет на стволах и ветвях деревьев, на возвышенностях от 150 до 500 метров над уровнем моря. Предпочитает влажные местообитания у водопадов и рек. Цветет весной — летом.
В местах естественного обитания сезонного изменения температур нет. Круглый год дневная температура 28—31°С, ночная 23—25°С. 
 Относительная влажность воздуха 72—83%.
Среднемесячное количество осадков: с декабря по март 300—450 мм, с апреля по ноябрь 100—200 мм. 

В природе редок. Относится к числу охраняемых видов (II приложение CITES).

## История
В культуре впервые зацвел в Лос-Анджелесе, в мае 1990. 

Встречается в продаже под именем Phalaenopsis Rofino, по аналогии с местным названием этого вида.

## В культуре
Температурная группа — тёплая. Для нормального цветения обязателен перепад температур день/ночь в 5—8°С.
 Освещение — тень. Прямых солнечных лучей не переносит.
Дополнительная информация о агротехнике в статье Фаленопсис.
Вид активно используется в гибридизации.

## Природные вариации
- Phalaenopsis floresensis f. alba
- Phalaenopsis floresensis f. aurea

## Некоторые первичныегибриды(грексы)
- Audrey Askin — gigantea х floresensis (S.R. Weltz (H. Wallbrunn)) 2005
- Brother Trekkie — floresensis х micholitzii (Brothers Orchid Nursery) 2000
- Essence Shihfong — schilleriana х floresensis (Shih-Fong Chen) 2001
- Essence Yuhmei — floresensis х violacea (Shih-Fong Chen) 2001
- Florabilis — amabilis х floresensis (E. Burkhardt) 1999
- Flores Bast — floresensis х bastianii (Hou Tse Liu) 2006
- Flores Focus — floresensis х javanica (Hou Tse Liu) 2004
- Flores Gold — amboinensis х floresensis (Hou Tse Liu) 2003
- Flores Moon — floresensis х cornu-cervi (Hou Tse Liu) 2004
- Flores Pride — floresensis х mariae (Hou Tse Liu) 2006
- Flores Rose — equestris х floresensis (Hou Tse Liu) 2000
- Flores Star — stuartiana х floresensis (Hou Tse Liu) 2002
- Flores Summer — floresensis х sumatrana (Hou Tse Liu) 2005
- Flores Sunset — inscriptiosinensis х floresensis (Hou Tse Liu) 2004
- Florilind — lindenii х floresensis (Cramer) 1998
- Gladys Fang — floresensis х micholitzii (R. Ang) 2004
- Java Flores — floresensis х javanica (Hou Tse Liu) 2003
- Man Force — floresensis х mannii (Hou Tse Liu) 2002
- Palace Florastar — floresensis х tetraspis (Orchid Palace) 2005